# Линија сиромаштва
Линија сиромаштва или граница сиромаштва је најнижи ниво прихода са којим особа може да преживи у својој држави. Наравно, ова линија варира од државе до државе, тако да је у високоразвијеним земљама попут Немачке, Француске, и Велике Британије далеко виша од оне у Судану, Индији и сл. Светска банка одредила је 2008. године као међународну границу сиромаштва $1,00 дневно, односно $1,25 по паритету куповне моћи.
Граница сиромаштва обично узима у обзир потрошачку корпу. Тиме се одреди апсолутни минимум производа (углавном хране) који су неопходни да би особа преживела. С обзиром да потрошачке корпе варирају од државе до државе, тако свака држава има своју одређену границу сиромаштва. Међутим, појам потрошачке корпе је подложан статистичкој манипулацији тако да се све мање користи у развијеном свету. На пример, САД су често критиковане пошто САД и данас користе исту потрошачку корпу које су користиле и 1950. године. И поред тога, број становника испод границе сиромаштва у САД је висок у поређењу са остатком развијеног света.
Граница сиромаштва не може најбоље приказати економско стање једне земље баш због горенаведених варијација у одређивању исте. Економисти користе ову статистику првенствено зато што показује трендове у здравој економији.
У Србији, приходи испод 8.000 динара месечно се дефинишу као приходи испод границе сиромаштва. 7,9% људи у Србији живи испод границе сиромаштва. Ове породице или појединци углавном се налазе у руралним деловима Србије. У већини развијених земаља, особе које живе испод границе сиромаштва имају приступ разним државним услугама. У Србији, то су нпр. Народна кухиња и Материјално обезбеђење породице.